# Chengiopanax fargesii
Chengiopanax fargesii é uma espécie de 'Chengiopanax

## Sinônimos
- Acanthopanax fargesii (Franch.) C.B.Shang
- Acanthopanax sinensis G.Hoo
- Eleutherococcus fargesii (Franch.) H.Ohashi
- Heptapleurum fargesii Franch.
- Schefflera fargesii (Franch.) Harms ex Diels